# Yiğitpınarı, Pasinler
Yiğitpınarı là một xã thuộc huyện Pasinler, tỉnh Erzurum, Thổ Nhĩ Kỳ. Dân số thời điểm năm 2011 là 45 người.